# Special Forces (38 Special)
Special Forces è il quinto album dei 38 Special uscito nel giugno 1982 per l'etichetta discografica A&M Records.

## Tracce
1. Caught Up in You – 4:37 (Barnes, Carlisi, Jim Peterik)
2. Back Door Stranger – 4:38 (Carlisi, Steele, Van Zant)
3. Back on the Track – 4:45 (Carlisi, Steele, Van Zant)
4. Chain Lightnin – 5:01 (Barnes, Peterik, Van Zant)
5. Rough-Housin – 4:08 (Barnes, Steele, Van Zant)
6. You Keep Runnin' Away – 3:56 (Barnes, Carlisi, Peterik)
7. Breakin' Loose – 3:32 (Carlisi, Grondin, Steele, Van Zant)
8. Take 'Em Out – 4:07 (Barnes, Barnes, Carlisi, Van Zant)
9. Firestarter – 5:01 (Barnes, Steele, Van Zant)

## Formazione
- Donnie Van Zant - voce
- Don Barnes - chitarra, voce
- Jeff Carlisi - chitarra
- Larry Junstrom - basso
- Jack Grondin - percussioni
- Steve Brookins - batteria
- Jim Barnes - arpa
- Jimmy Barnes - harmonica
- Carol Bristow - voce, cori
- Terry Emery - percussioni, pianoforte
- Steve McRay - tastiera
- Lu Moss - voce, cori